# Дай сердцу волю, заведёт в неволю (пьеса)
Дай сердцу волю, заведёт в неволю (укр. Дай серцю волю, заведе в неволю) — первая пьеса-драма в 5 актах украинского писателя, театрального режиссёра и актёра Марка Кропивницкого, созданная в 1863 году, является переработкой его первой пьесы «Никита Старостенко или Не заметишь, как горе нагрянет". Произведение, посвящена теме сложных отношений в пореформенной деревне, которая существенно определила его творческий путь и, пройдя долгий и сложный путь драматургического и сценического усовершенствования, подготовила прочный грунт для развития психологической драмы в украинской литературе.

## Сюжет
Действие пьесы происходит на Херсонщине в XIX веке.
Микита, сын сельского богача, бросил Марусю, влюбившись в другую девушку Одарку, бедную сироту, которая его не любит, потому что её сердце принадлежит бедному сироте Семёну. Тот как раз возвращается с заработков, с собранным на чужбине небольшим капиталом, с целью обзавестись своим хозяйство вместе любимой Одаркой. Микита в начале насмехается над ней, досаждает своими притязаниями, позже начинает угрожать, прибегает к колдовству, наконец, в момент помолвки пробует убить Семёна. Его намерения не осуществляются, Микита бежит, чтобы не попасть в тюрьму и пропадает без вести.
В это время на молодую пару накатывается новое, неожиданное несчастье: сельские власти решают отдать Семёна на службу царскую армию. От этой беды его спасает сельский бродяга и балагур, круглый сирота Иван Непокрытый, который идет в армию вместо Семёна. В последнем акте Иван возвращается с войны, раненный на турецкой войне в ногу. Одновременно возвращается и Микита, доставленный по этапу. Семён, который добился некоторого достатка и стал даже выборным в обществе (сотским), принимает обоих у себя. Однако ночью Микита вновь чувствует бешеную зависть, хватает топор, чтобы убить спящего Семёна, но его останавливают слова, которыми тот называет его во сне. После долгой сцены, Микита умирает, и пьеса на этом заканчивается.

## Персонажи
- Семён Мельниченко, парень.
- Микита Гальчук, сын старшины.
- Иван Непокрытый, сирота, побратим Семёна.
- Омелько Вертелецкий, парень.
- Одарка Степаненко, девушка.
- Морозиха, вдова.
- Маруся, Горпина, Христя — девчата.
- Скубко, писарь — 1-й староста.
- Кугут, селянин — 2-й староста.
- Зачепиха, бабка Одарки.
- 1-й, 2-й, 3-й, 4-й, 5-й, 6-й, 7-й парни.
- Селяне

1-я постановка состоялась в 1863 году в Бобринце местным любительским кружком, Вторая – в 1873 г. в Харькове труппой Колюпанова-Александрова с автором в роли Ивана Непокрытого. С 1882 г. пьеса ставилась украинскими труппами во многих городах России. Шла также в Петербурге и в Москве (1886, 1901, 1906, 1916 и др.). Среди исполнителей: Саксаганский, Н. Садовский, Ю. В. Шумский (Микита), Кропивницкий, Саксаганский, Марьяненко (Иван Непокрытый), Биберович, Заньковецкая, Линицкая, М. К.Садовская (Одарка и Маруся).